# 西新發田站
西新發田站（日语：／ Nishi-Shibata eki */?）是位於新潟縣新發田市弓越742番，東日本旅客鐵道（JR東日本）的白新線車站。

## 歷史
在西新發田站未遷移至現地前，此站是白新線內唯一沒有列車交會設備的車站，因此在運行上造成障礙。後來，JR東日本和新發田市花費約8億日圓進行工程。把車站大樓遷移，加設列車交會設備，連帶站前廣場、連接車站道路等工程，工程在2000年（平成12年）秋天完成。

### 年表
- 1957年（昭和32年）4月1日：此站啟用[1]，當時為無人車站，月台只可容納2卡車廂。
- 1987年（昭和62年）4月1日：伴隨國鐵分割民營化，車站由東日本旅客鐵道（JR東日本）營運。
- 2000年（平成12年）10月6日：車站向新發田一方遷移200米[2]。在同年12月2日實施時間表修正，列車交會設備開始使用[1][2]。
- 2006年（平成18年）1月21日：此站可使用IC卡「Suica」（新潟都市圈範圍）。

## 車站構造

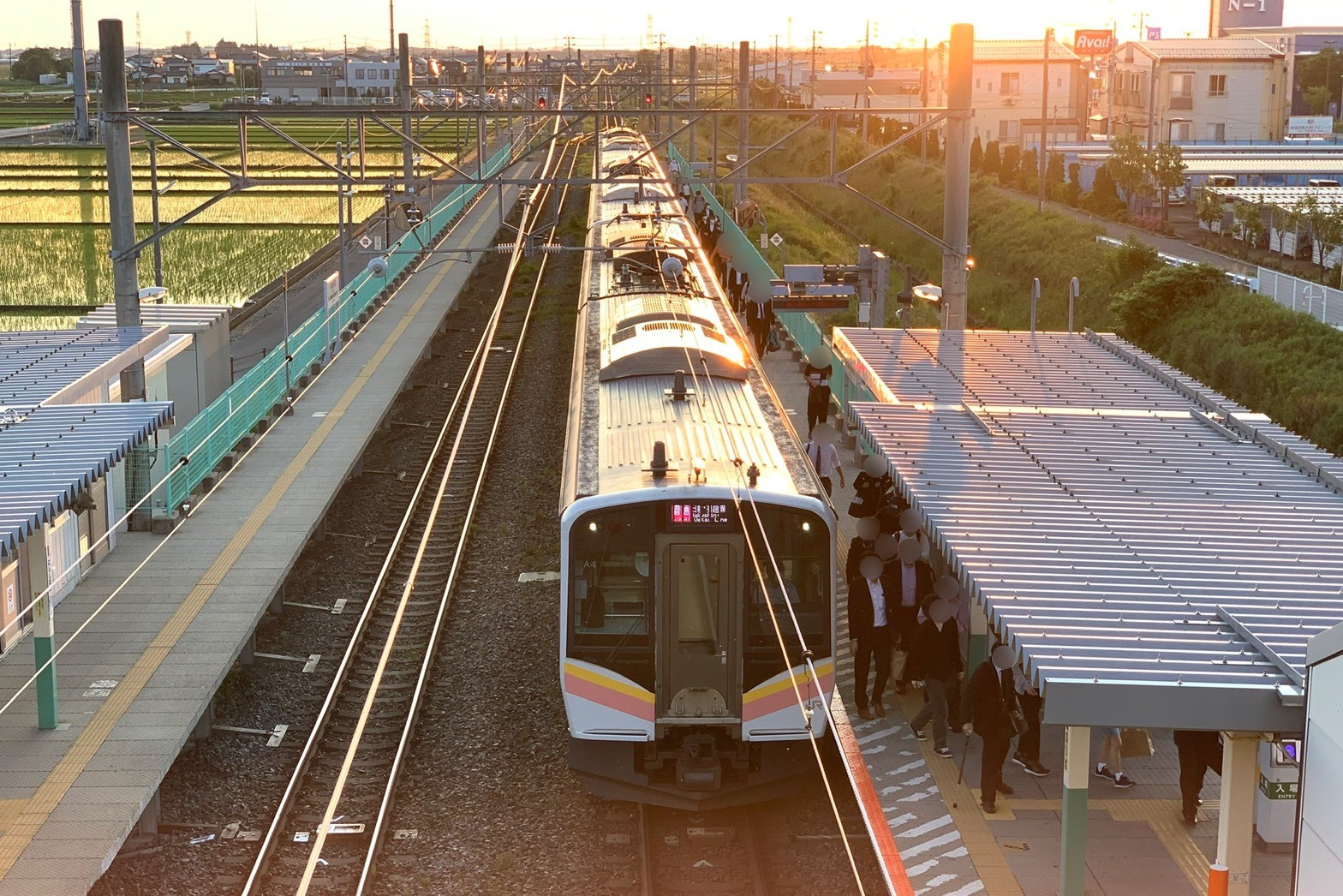
狹窄的月台（2020年5月）

車站是一座地面車站，設有2面2線的相對式月台。各月台上設有跨線橋連接。
此站是由新潟站管理的無人車站。在部分時段，JR新潟Business職員可能在此站當值。在北出口和南出口的車站大樓內設有候車室。兩個車站大樓入口設有簡易Suica閘機（入閘與出閘各一部）。1號月台的候車室內設有簡易自動售票機（不可為Suica增值）1部、列車位置資訊屏幕。在2號月台的候車室內設有乘車站證明票發行機（在2019年夏天，兩候車室內均設有1台簡易自動售票機）。
由於月台比較狹窄，因此在候車室內會有廣播，以提醒乘客。
在站前廣場位於北出口，於廣場內設有迴旋路、單車停泊場和廁所。在日間經常設有的士等候。

### 月台
| 月台 | 路線    | 上下行 | 方向       |
| ---- | ------- | ------ | ---------- |
| 1、2 | ■白新線 | 下行   | 新發田方向 |
| 1、2 | ■白新線 | 上行   | 新潟方向   |

此站為一線通過結構，主要使用1號月台。

## 使用狀況
根據「新發田市移動等便利化基本構想」，在平成20年度此站1日平均乘車人次為約900人。

## 車站周邊
在北出口一方曾經進行「西新發田站前土地整理項目」（2000年～2009年）後新開發的土地，設有商業設施與新興住宅區。南出口一方為未開發土地和稻田。

### 北出口
- 國道460號（日语：国道460号）（新發田南繞道（日语：新発田南バイパス））
- AEON Mall新發田（日语：イオンモール新発田）
- Patio西新發田 （購物中心）
- 羅森新發田富塚町2丁目店
- 洋服之青山（日语：青山商事）新發田店
- 新發田市立住吉小學
- 新發田市立第一中學

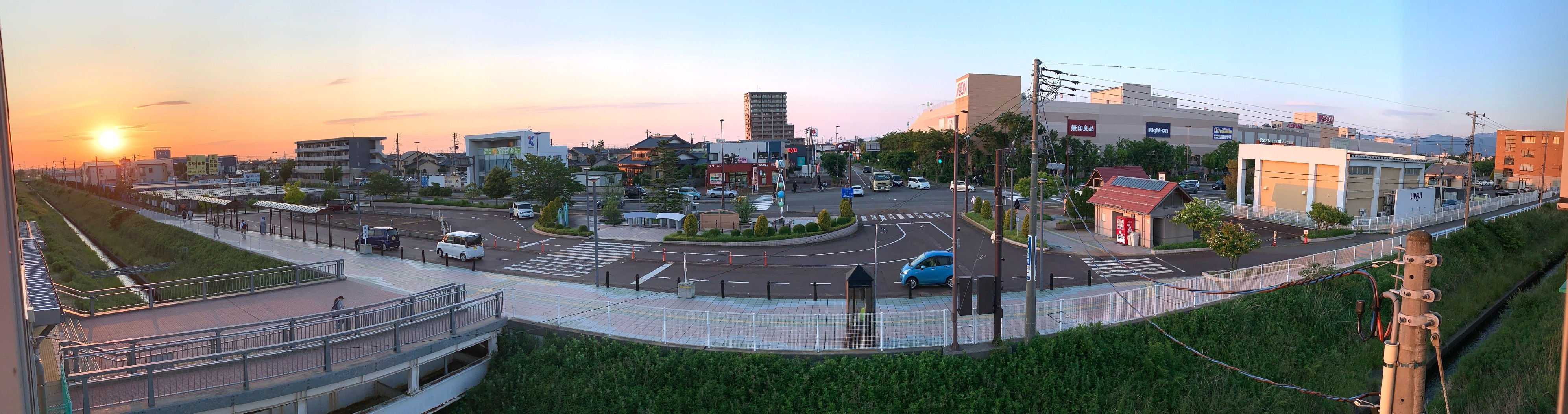
北出口站前風景（2020年5月）
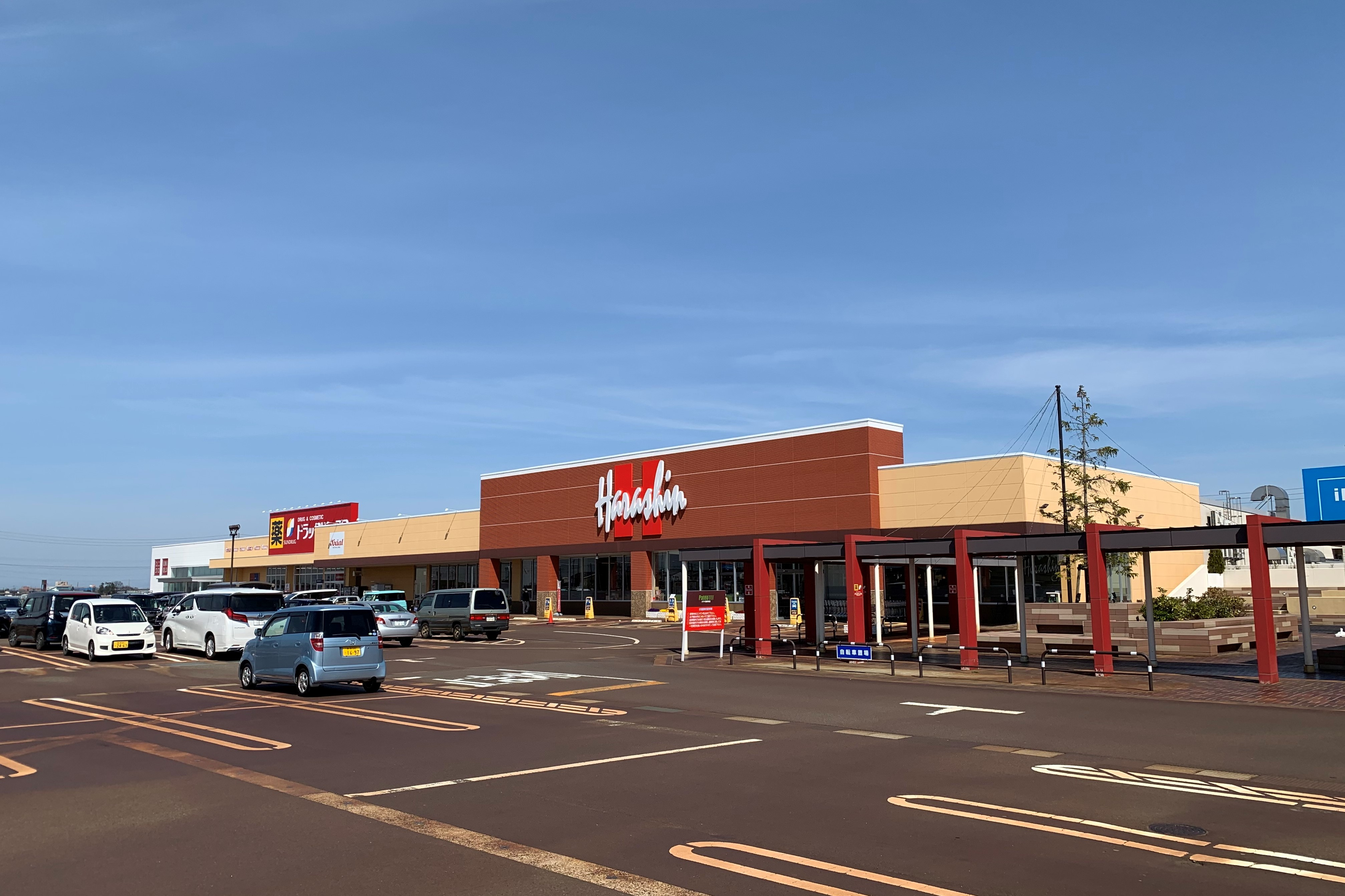
Patio西新發田

### 南出口
- 松木駕駛學校新潟西柴田學校（日语：マツキドライビングスクール新潟西しばた校）

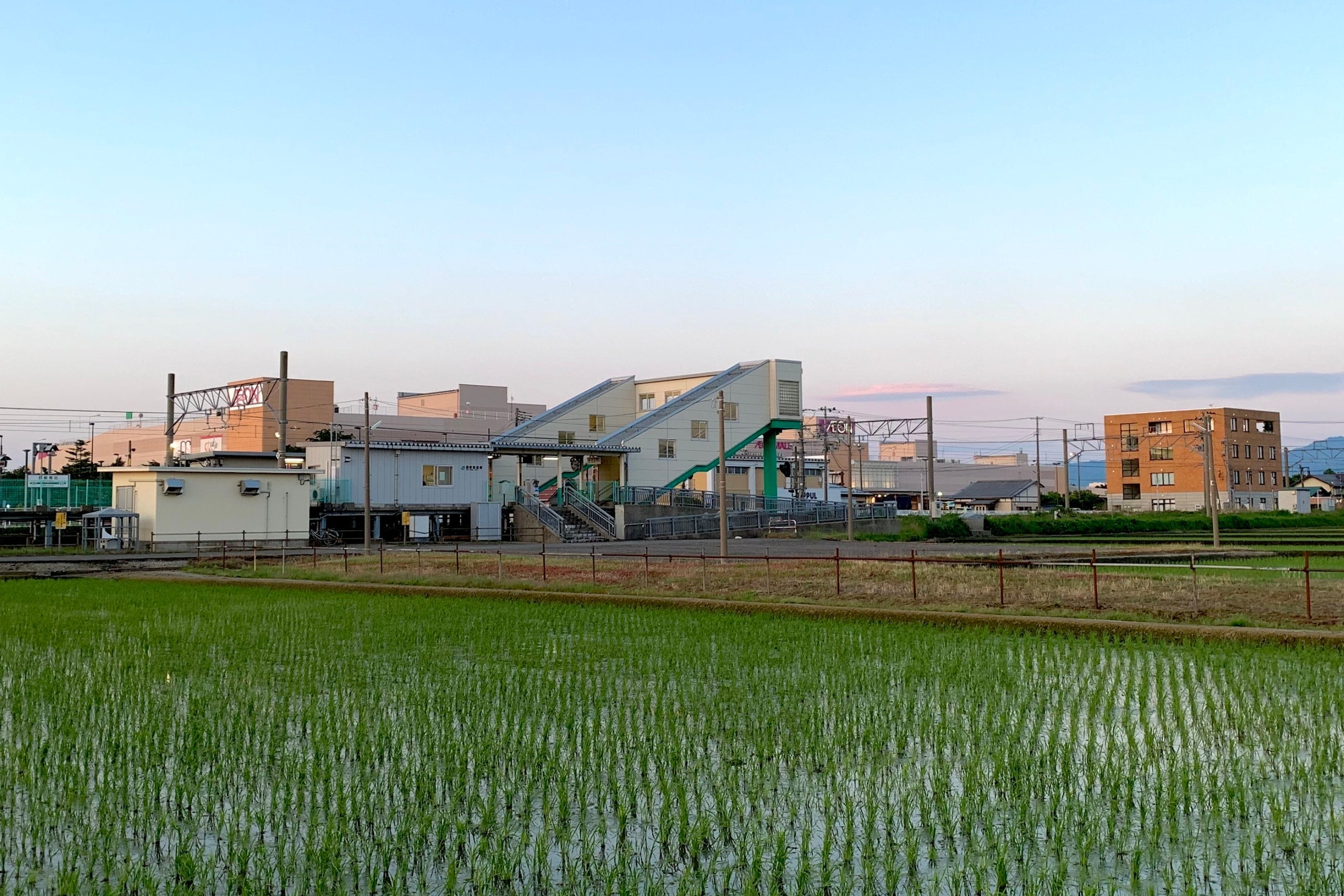
未開發的南出口（2020年5月）

## 巴士

新發田區域的巴士路線圖（2018.4.1修正）

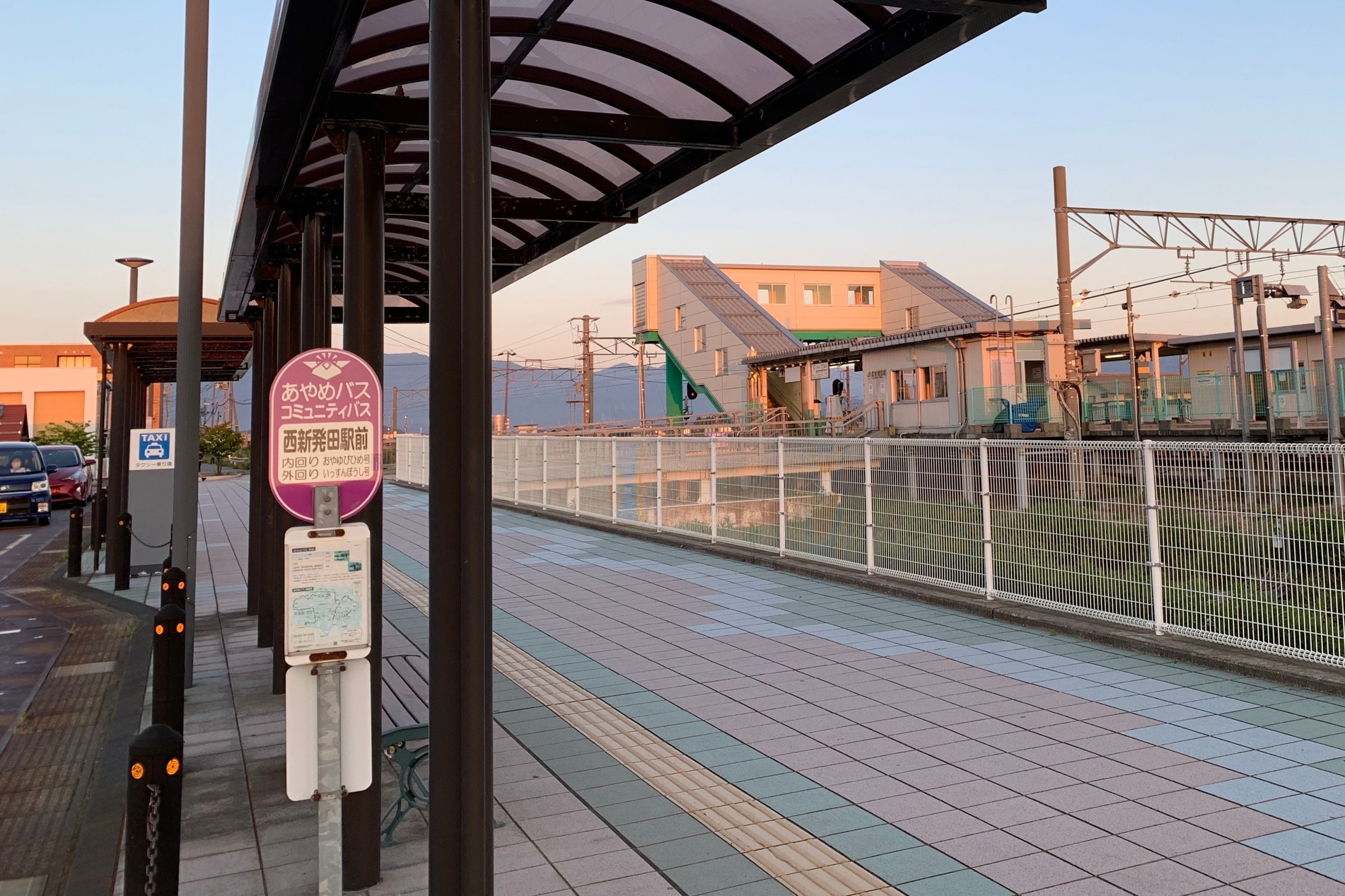
「鳶尾花巴士」巴士站（2020年5月）

北出口迴旋路中，設有市區循環巴士「鳶尾花巴士」巴士站。有關詳細資訊可參閱「鳶尾花巴士的行走時間表、路線與車費資訊（新發田市） （页面存档备份，存于）」。
- 西新發田站前巴士站（鳶尾花巴士）
  - ＜內回、＞ 前往農業高校（日语：新潟県立新発田農業高等学校）前、新發田站 ※部分班次直通至上荒澤
  - ＜外回、＞ 前往Como Town、城北町、新發田醫院（日语：新潟県立新発田病院）、新發田站

另外，在車站大樓西邊平交道附近（步行5分鐘）設有西新發田站前巴士站。該站曾經是前車站大樓平交道附近，在遷移車站大樓後距離現時的大樓較遠，使轉乘造成不便。
- 西新發田站前巴士站（新潟交通觀光巴士（日语：新潟交通観光バス）、飯島線）
  - 前往新發田站前、新發田營業所
  - 前往飯島

## 相鄰車站
東日本旅客鐵道（JR東日本）
■白新線
□快速「紅花」、■快速
通過
■普通
佐佐木－西新發田－新發田

## 注腳
1. 1 2 3 4 5 6 7 8 9 10 11 12 13  . 週刊朝日百科. 14号 長野駅・新津駅・高田駅ほか. 朝日新聞出版. 2012-11-11: 27 （日语）.
2. 1 2  . 交通新聞 (交通新聞社). 2000-10-19: 3.
3. 1 2  . 東日本旅客鉄道.   [2019-08-12]. （原始内容存档于2021-01-14） （日语）.
4. ↑  新発田市移動等円滑化基本構想 （页面存档备份，存于）（日語） - 新発田市．20、37頁
5. ↑  新発田市立地適正化計画 第1章 （页面存档备份，存于）（日語） - 新發田市，2020年6月1日參閲。

## 外部連結
- 車站資訊（西新發田）：東日本旅客鐵道（日語）